# Lijst van 3FM Megahits in 2008
Deze hits waren in 2008 3FM Megahit op 3FM:
| Nr. | Week    | Artiest                                                     | Titel                                                       | Hoogste positie in de 3FM Mega Top 50                       |
| --- | ------- | ----------------------------------------------------------- | ----------------------------------------------------------- | ----------------------------------------------------------- |
| 751 | Week 1  | The Wombats                                                 | Let's Dance to Joy Division                                 | 16                                                          |
| 752 | Week 2  | Anouk                                                       | I Don't Wanna Hurt                                          | 4                                                           |
| 753 | Week 3  | Lenny Kravitz                                               | I'll Be Waiting                                             | 4                                                           |
| 754 | Week 4  | Voicst                                                      | Everyday I Work on the Road                                 | 17                                                          |
| 755 | Week 5  | Racoon                                                      | Lucky All My Life                                           | 13                                                          |
| 756 | Week 6  | Adele                                                       | Chasing Pavements                                           | 5                                                           |
| 757 | Week 7  | Duffy                                                       | Mercy                                                       | 1(2wk)                                                      |
| 758 | Week 8  | Gavin DeGraw                                                | In Love With a Girl                                         | 16                                                          |
| 759 | Week 9  | Panic! at the Disco                                         | Nine in the Afternoon                                       | 21                                                          |
| 760 | Week 10 | Silkstone                                                   | Here in Your World                                          | 9                                                           |
| -   | Week 11 | Geen 3FM Megahit in verband met de Classic Request-week     | Geen 3FM Megahit in verband met de Classic Request-week     | Geen 3FM Megahit in verband met de Classic Request-week     |
| 761 | Week 12 | Sara Bareilles                                              | Love Song                                                   | 8                                                           |
| 762 | Week 13 | Kane                                                        | Shot of a Gun                                               | 1(1wk)                                                      |
| 763 | Week 14 | Amy Macdonald                                               | This Is the Life                                            | 1(1wk)                                                      |
| 764 | Week 15 | The Kooks                                                   | Always Where I Need to Be                                   | 10                                                          |
| 765 | Week 16 | Estelle & Kanye West                                        | American Boy                                                | 3                                                           |
| 766 | Week 17 | Kraak & Smaak & Ben Westbeech                               | Squeeze Me                                                  | 5                                                           |
| 767 | Week 18 | Alphabeat                                                   | Fascination                                                 | 3                                                           |
| 768 | Week 19 | Coldplay                                                    | Violet Hill                                                 | 1(1wk)                                                      |
| 769 | Week 20 | Anouk                                                       | Modern World                                                | 3                                                           |
| 770 | Week 21 | Sam Sparro                                                  | Black and Gold                                              | 17                                                          |
| 771 | Week 22 | Pete Murray                                                 | You Pick Me Up                                              | 18                                                          |
| 772 | Week 23 | Adele                                                       | Cold Shoulder                                               | 15                                                          |
| 773 | Week 24 | Kid Rock                                                    | All Summer Long                                             | 1(2wk)                                                      |
| 774 | Week 25 | Madonna                                                     | Give It 2 Me                                                | 3                                                           |
| 775 | Week 26 | One Night Only                                              | Just for Tonight                                            | 3                                                           |
| 776 | Week 27 | Jean Claude Ades & Vincent Thomas                           | Shingaling                                                  | 3                                                           |
| 777 | Week 28 | Gabriella Cilmi                                             | Sweet About Me                                              | 1(4wk)                                                      |
| 778 | Week 29 | Katy Perry                                                  | I Kissed a Girl                                             | 2                                                           |
| 779 | Week 30 | Coldplay                                                    | Viva la Vida                                                | 3                                                           |
| 780 | Week 31 | Gotye                                                       | Learnalilgivinanlovin                                       | 11                                                          |
| 781 | Week 32 | Pete Philly & Perquisite                                    | Mystery Repeats                                             | 17                                                          |
| 782 | Week 33 | Keane                                                       | Spiralling                                                  | 9                                                           |
| 783 | Week 34 | Eric Prydz                                                  | Pjanoo                                                      | 3                                                           |
| 784 | Week 35 | Robin Thicke                                                | Magic                                                       | 8                                                           |
| 785 | Week 36 | Jason Mraz                                                  | I'm Yours                                                   | 4                                                           |
| 786 | Week 37 | The Ting Tings                                              | Shut Up and Let Me Go                                       | 17                                                          |
| 787 | Week 38 | Ilse DeLange                                                | So Incredible                                               | 1(1wk)                                                      |
| 788 | Week 39 | Kings of Leon                                               | Sex on Fire                                                 | 8                                                           |
| 789 | Week 40 | Snoop Dogg                                                  | My Medicine                                                 | 13                                                          |
| -   | Week 41 | Geen 3FM Megahit in verband met de 90's Request-week        | Geen 3FM Megahit in verband met de 90's Request-week        | Geen 3FM Megahit in verband met de 90's Request-week        |
| 790 | Week 42 | Nina Kinert                                                 | Beast                                                       | 21                                                          |
| 791 | Week 43 | Novastar                                                    | Because                                                     | 15                                                          |
| 792 | Week 44 | Miss Montreal                                               | Just a Flirt                                                | 4                                                           |
| 793 | Week 45 | Coldplay & Jay-Z                                            | Lost!                                                       | 18                                                          |
| 794 | Week 46 | The Killers                                                 | Human                                                       | 4                                                           |
| 795 | Week 47 | Milow                                                       | Ayo Technology                                              | 1(4wk)                                                      |
| 796 | Week 48 | M.I.A.                                                      | Paper Planes                                                | 14                                                          |
| 797 | Week 49 | Polarkreis 18                                               | Allein allein                                               | 20                                                          |
| 798 | Week 50 | Adele                                                       | Make You Feel My Love                                       | 1(2wk)                                                      |
| 799 | Week 51 | Novastar                                                    | Waiting So Long                                             | 4                                                           |
| -   | Week 52 | Geen 3FM Megahit in verband met de 3FM Serious Request-week | Geen 3FM Megahit in verband met de 3FM Serious Request-week | Geen 3FM Megahit in verband met de 3FM Serious Request-week |

1993 · 
1994 ·
1995 · 
1996 ·
1997 ·
1998 ·
1999 ·
2000 ·
2001 ·
2002 ·
2003 ·
2004 ·
2005 ·
2006 ·
2007 ·
2008 ·
2009 ·
2010 ·
2011 ·
2012 ·
2013 ·
2014 ·
2015 ·
2016 ·
2017 ·
2018 ·
2019 ·
2020 ·
2021 ·
2022 ·
2023 ·
2024 ·
2025